# Cupressus gigantea
Cupressus gigantea — вид голонасінних рослин з родини кипарисових (Cupressaceae).

## Морфологічна характеристика

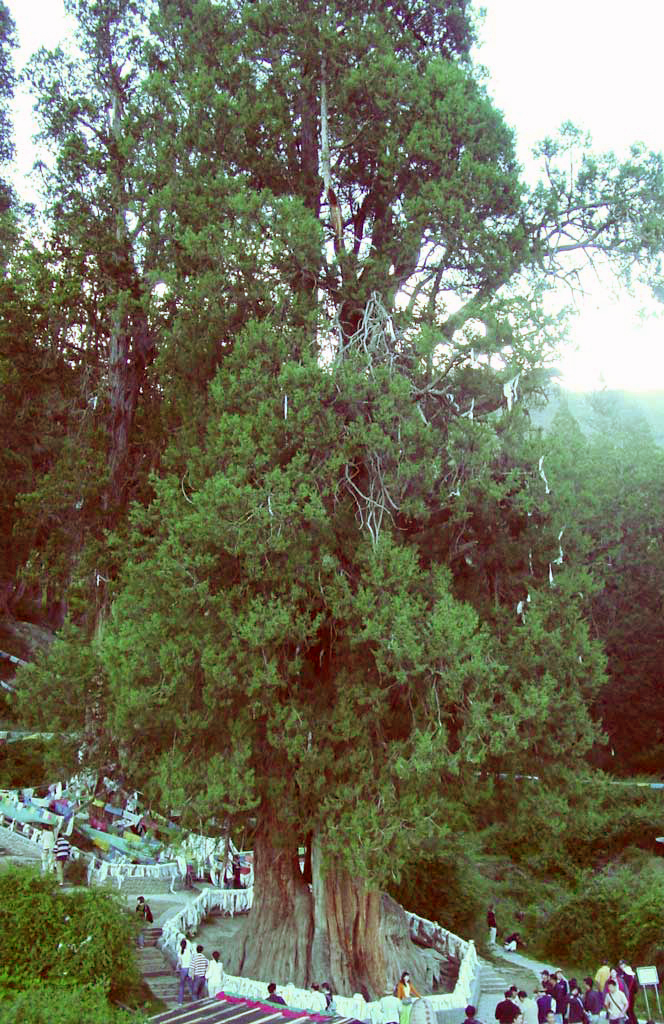

Дерево 25–50 метрів заввишки та 1–6 метрів завширшки у зрілому віці. Коронка неправильно конічної форми й до відкритої. Кора волокниста, оранжево-коричнева, стає темно-коричневою і сірою з вузькими товстими ребрами з плоскою вершиною. Гілочки густо розташовані, часто сизі, зазвичай 4-кутні. Листки щільно розташовані, в 4 ряди, сизі, лускоподібні, тупо-ребристі або дугоподібні і з округлою центральною абаксіальною (низ) залозою. Насіннєві шишки зазвичай сизі, видовжено-кулясті, 15–20 × 13–16 мм. 2n = 22.

## Поширення
Росте в пд.-сх. Тибеті й пн.-зх. Юньнані.